# Rodion Rafailovič Nachapetov
Rodion Rafailovič Nachapetov (in russo Родион Рафаилович Нахапетов?; P"jatychatky, 21 gennaio 1944) è un attore e regista sovietico naturalizzato statunitense.

## Filmografia parziale

### Regista
- S toboj i bez tebja (1973)
- Na kraj sveta... (1975)
- Zontik dlja novobračnych (1986)